# ユリウシュ・スウォヴァツキ

紋章

ユリウシュ・スウォヴァツキ（ポーランド語:Juliusz Słowacki、1809年9月4日 - 1849年4月3日）は、ロシア帝国クレメネツ（現ウクライナ・クレメネツィ）生まれのポーランドのロマン派詩人、劇作家。
叙事詩『パン・タデウシュ』を書いたアダム・ミツキェヴィチ、戯曲『イリディオン』を書いたジグムント・クラシンスキと共に「ポーランド・ロマン主義の三大詩人」または「三羽の鳥」に数えられる
代表作は、戯曲では『コルディアン』（1833年）や『バラディーナ』、『リラ・ヴェネーダ（Lilla Weneda ）』（1839年）、叙事詩では『ベニョフスキ』（1841年）、絶筆となった抒情詩『精霊王』（『霊魂の王』とも。1845年）などがある。

## 生涯
旧ポーランド南東部のクシェミェニェツ（ポーランド語：pl:Krzemieniec、現在はウクライナのクレメネツuk:Кременець）に生まれる。父親エウゼビウシュはクシェミェニェツ高等学校、ヴィリニュス大学の文学教授であり、母親サロメアはヤヌシェフスキ家出身の教養ある人物であった。エウゼビウシュの死後、サロメアは医者のアウグスト・ベキュと再婚した。ヴィリニュスにて、彼女は文学サロンを開き、スウォヴァツキはそこで詩人アダム・ミツキェーヴィチと知り合った。
1825-1828年、ヴィリニュス大学で法学を学ぶ。
1829年にワルシャワへ移り、政府歳入・財務委員会で職を得た。11月蜂起が起きると、国民政府蜂起外交局で働いた。
1831年3月にヴロツワフ経由でドレスデンに入り、パリ、ロンドンを旅行する。
1832年、パリで思うような評価が得られず落胆し、スイスのレマン湖畔へ移る。
1834年、ポーランドのヴォジンスキ家と共にアルプス旅行。恋愛詩『スイスにて』（1835-1838）が生まれる。
1836年にスイスを離れ、ローマへ赴く。詩人ズィグムント・クラシンスキと親交を深める。その後ナポリへ移り、東方への旅に出る。
1837年までに、ギリシャ、エジプト、パレスチナ、シリアを旅行し、パリへ戻る。『ナポリから聖地への旅』（1836-1839）を執筆。
1842年、メシアニストアンジェイ・トヴィヤンスキが率いる「神を考える会」に入り、同じくトヴィヤンスキの信者であったミツキェーヴィチとも繰り返し顔を合わせた。翌年には会を離れる。
1848年、結核を患いながらも、蜂起に参加するため、ポーランドヴィエルコポルスカ地方へ行くが、結局蜂起には加わらなかった。ヴロツワフで母と再会。
1849年、パリで死去。遺体はモンマルトル墓地に埋葬されたが、1927年、クラクフのヴァヴェル大聖堂に移された。なお隣のお墓にはアダム・ミツキェヴィチが眠っている。

## 日本語訳
- 工藤正廣訳『ユリウシュ・スウォヴァツキ詩抄』未知谷、2012
- 関口時正訳『アンヘッリ』未知谷、2025（ポーランド文学古典叢書）

## 脚注

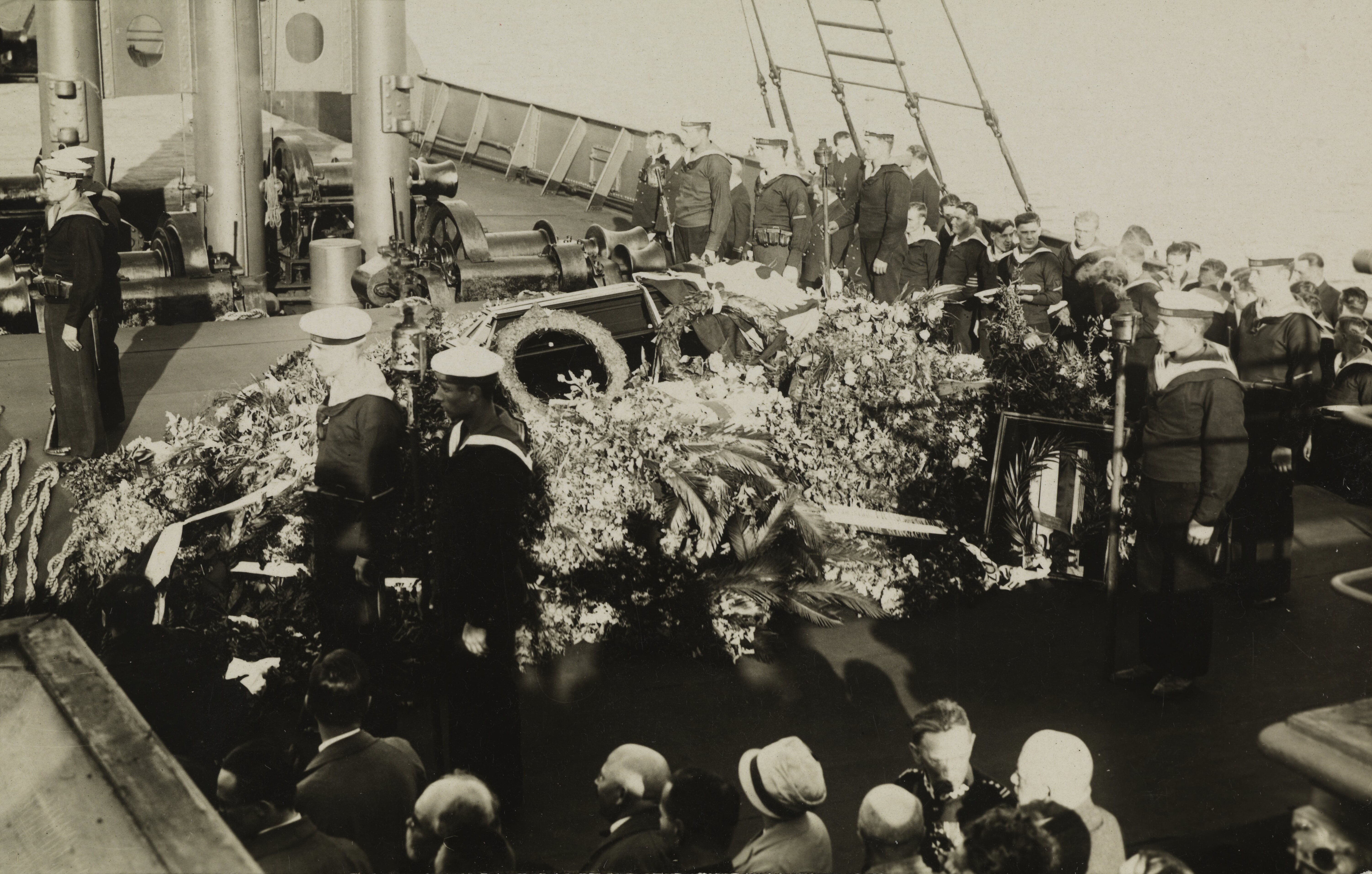
遺体安置、1927